# Listové do nebe

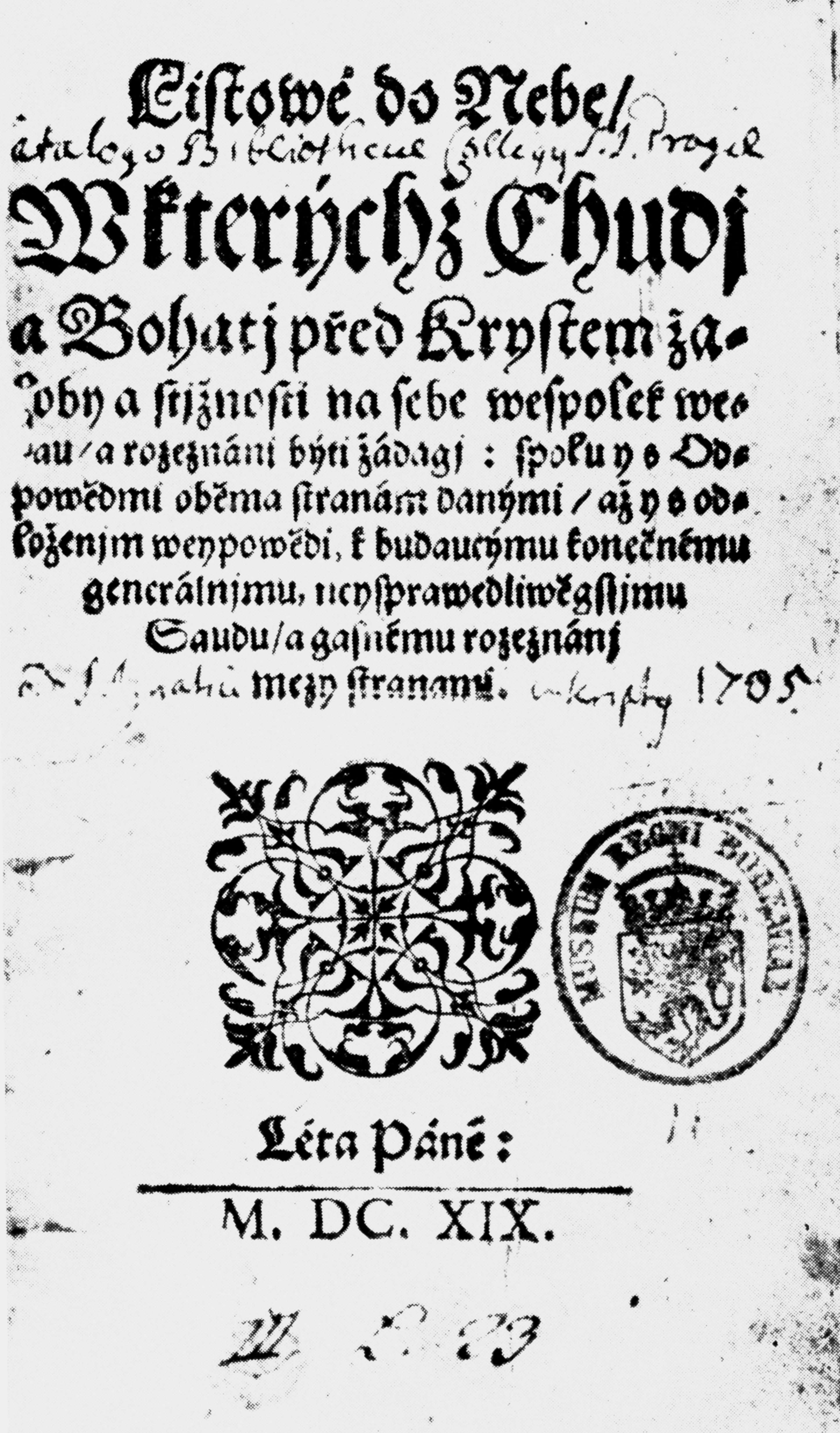
Titelblatt der ersten Ausgabe 1619.

Listové do nebe (deutsch: Briefe an den Himmel) ist eine frühe sozialtheologische Schrift von Johann Amos Comenius.
Der lange vollständige Titel lautet in der Übersetzung von F. Slaměník: „Briefe nach dem Himmel, in denen Arme und Reiche Klagen und Beschwerden gegeneinander vor Christus führen und um Entscheidung bitten; samt den den beiden Parteien erteilten Antworten, wie auch der Vertagung des Rechtsspruches bis zum künftigen endgültigen allgemeinen, gerechtesten Gericht und klarer Entscheidung unter den Parteien.“
Der junge Comenius wurde im Jahr 1618 als Geistlicher und Lehrer in die Brüdergemeinde nach Fulnek an der mährisch-schlesischen Grenze berufen. Mit der im selben Jahr verfassten kurzen Schrift Briefe an den Himmel reagierte er auf die tiefen sozialen Gegensätze der damaligen Gesellschaft, mit denen er dort als Seelsorger konfrontiert wurde. Die Bevölkerung bestand auf der einen Seite aus einem hohen Anteil völlig mittelloser Leibeigener, deren Situation sich durch Kriege, Ernteausfälle und Epidemien weiter verschlechterte. Auf der anderen Seite stand die wohlhabende Oberschicht, die Adligen und Kaufleute. Comenius versucht für sich und für seine Gemeinde die richtige christliche Haltung zu dieser sozialen Ungleichheit zu finden. Es ist die alte philosophisch-theologische Frage der Theodizee: Warum lässt der gütige, gerechte und allmächtige Gott in der von ihm erschaffenen und von ihm regierten Welt das Böse zu, warum gibt es so viel Ungerechtigkeit und Leiden.

## Inhalt
Die Schrift hat die Form von fünf Briefen, sie enthalten ein Streitgespräch „zwischen Himmel und Erde“: zwischen den Armen und Reichen auf der einen und Christus auf der anderen Seite. Die literarische Form des Streitgespräches war im Mittelalter beliebt. Comenius ließ sich wahrscheinlich von Briefen an Kronos des griechischen Satirikers Lukian von Samosata inspirieren, dessen lateinische Übersetzung von Erasmus von Rotterdam er kannte, und durch die Schrift Rozmlouvání aneb hádání chudého člověka s bohatým (Streitgespräch des Armen mit dem Reichen) von Bartosz Paprocki.
Im ersten Brief (Erster Brief der armen Leute an den Herrn Christus) richten die Armen eine Beschwerde an Christus. Sie klagen gegen die Unbarmherzigkeit der Reichen, gegen die ungerechte Behandlung und Rechtlosigkeit. Sie weisen auf die ungleiche Verteilung der Güter hin: … das geschieht gewiss nicht mit Recht, dass jene eine Fülle, ja sogar einen Überfluss an irdischen Dingen besitzen, wir dagegen Not leiden sollen … Manche von ihnen haben volle Scheuern und Speisekammern, so dass die Vorräte von den Mäusen gefressen werden; wir dagegen sterben Hungers. Sie klagen auch über die Verachtung, denn die Reichen sehen die Armen für Fußfetzen an, an denen sie nach Belieben ihre Füße abreiben. Oftmals achten sie mehr ihren Hund als einen armen Menschen. Vor Gott seien doch alle Menschen gleich: Hast du uns denn nicht alle erschaffen, du unser einziger Schöpfer? Erschaffen nach deinem Bilde? Hast du uns nicht alle zu Herren bestellt über deiner Hände Werk und darin hauszuhalten anbefohlen? Bist du nicht für uns alle gestorben? … Woher ist denn nun eine solche Ungleichheit unter uns Menschen gekommen?
Im zweiten Brief (Antwort des Herrn Jesus Christus auf die Bittschrift der armen Leute) antwortet Christus, dass er ihre Nöte kennt, dass es eine Gleichheit unter den Menschen aber nicht geben kann. Die Armut sei im Hinblick auf die ewigen Werte eher von Vorteil, die Reichen seien in Wirklichkeit nicht glücklich. Aber Christus verspricht, den Armen zu helfen.
Im dritten Brief wendet sich Christus an die Reichen. Er verweist auf die Klagen der Armen, bestätigt die Berechtigung ihrer Beschwerden und stellt sich deutlich auf ihre Seite. Er sagt: Ich sehe und beurteile, was geschieht; und Zeugen davon sind die Tränen meiner Armen, die ich in Flaschen aufbewahre. Das eigentliche Unrecht liege aber nicht in der sozialen Ungleichheit, sondern im Hochmut und in der Unbarmherzigkeit der Reichen. Deswegen geruhe ich euch streng zu befehlen: Bedrückt meine Armen nicht. Sein mitleidig; bürdet ihnen nicht mehr als billig auf…
Im vierten Brief antworten die Reichen auf die Vorwürfe Christi. Schuld an der sozialen Not sind nach ihrer Meinung nicht sie, sondern die Armen selbst …denn in Not und Elend geraten sie meistens durch ihre eigene Schuld, durch ihre Fressereien, Gastereien, Spiele, Müßiggang und Liederlichkeit; bei anderen aber … ist ihre Faulheit die einzige Ursache, dass sie sich auch nichts erwerben. Die wirklich Bedürftigen würden von den Reichen unterstützt.
Im abschließenden fünften Brief (Öffentliche Antwort Jesu Christi) sagt Christus, dass er das Elend auf der Welt kennt. Die endgültige Entscheidung dieses Streites wird er aber erst im Jüngsten Gericht treffen. Darauf sollen sich alle Menschen vorbereiten, denn dann wird einem jeden nach seinen Werken vergolten. Für die Zwischenzeit werden beide Seiten zum Frieden ermahnt.

## Bedeutung
Comenius stellt die Standesunterschiede der mittelalterlichen feudalen Gesellschaft nicht infrage, sie sind für ihn von Gott gegeben. Eine von den Armen gewünschte gleiche Verteilung der Güter kann es nicht geben: … ihr sollt wissen, dass es bei der ersten althergebrachten Regel verbleiben soll und eine derartige Verteilung derzeit unterlassen wird. Begründet wird es mit den Unterschieden, die es auch in der Natur gibt: Sind alle Bäume von demselben Wuchse? Haben sie gleich großes Laub? Tragen alle gleiche Früchte? Die Armen sollen den ihnen zugewiesenen Stand akzeptieren: Sagt auch der Ton zum Töpfer: Warum gehst du so mit mir um? Warum hast du dieses und nicht jenes aus mir gemacht?
Die Sympathien von Comenius stehen trotzdem deutlich auf der Seite der Armen. Das wird in den harschen Worten Christi im Brief an die Reichen deutlich: Und darum will ich vollends haben, dass ihr, das Meinige verwaltend, nach meinem Willen waltet; andernfalls werde ich zum grimmigen Untersucher und Rächer des Unrechts … Mensch, du bist wahnsinnig, wenn du dich über einen Menschen erhebst, du bist wahnsinnig und rennst in dein Verderben. Alle seid ihr meine Diener und ich könnte auch euch gegenüber den üblichen Ausdruck „Leibeigene“ gebrauchen, mit denen ich verfahren kann, wie mir gefällt. … mahne ich euch Reiche, euch zu besinnen und meinen Zorn nicht auf euch zu laden.
Mit seiner Schrift beleuchtet Comenius deutlich die tiefen sozialen Spannungen seiner Zeit. Er verwirft dabei sowohl die calvinistische Rechtfertigung von Reichtum und Erfolg als den sichtbaren Zeichen der Gnade Gottes als auch die von den radikalen Hussiten und Täufern erhobene Forderung nach Gleichheit aller Menschen. Er teilt auch nicht die grundsätzliche Ablehnung der Standesunterschiede, die Petr Chelčický, der geistige Vater der Böhmischen Brüderunität, in seinen Schriften (Das Netz des Glaubens, Über dreierlei Volk) vertrat, und die die ersten Generationen der Brüderunität prägten.
Die Briefe an den Himmel zeigen deutlich den Chiliasmus des Comenius. Er ist überzeugt, dass die Wiederkunft Christi unmittelbar bevorsteht, dann wird Christus selber der Not ein Ende setzten. Die Schrift endet mit dem Versprechen Christi: Ja, ich komme bald …, darauf folgt die Antwort der Gemeinde: Ja, komm, Herr Jesu!
Es ist eins der ersten Werke von Comenius und wird zu seinen sogenannten Trostschriften gerechnet. Geschrieben hat er es 1618 in Fulnek, gedruckt wurde es zuerst 1619 in Olmütz, eine deutsche Übersetzung unter dem Titel Briefe nach dem Himmel veröffentlichte Franz Slaměník im Jahr 1911.